# Città di Durham (1974-2009)
La City of Durham era un distretto con status di city della contea di Durham, Inghilterra, Regno Unito, con sede nella città omonima.
Il distretto fu creato con il Local Government Act 1972, il 1º aprile 1974 dalla fusione del borough di Durham e Framwelgate con il distretto urbano di Brandon and Byshottles e il distretto rurale di Durham.
Nel 2009 il distretto fu abolito, la nomina del sindaco passò ai consiglieri provinciali eletti in zona, e otto anni dopo venne creata una nuova più piccola e meno rilevante Parrocchia della Città di Durham.

## Parrocchie civili
Le parrocchie, che non coprivano l'area del capoluogo, erano:
- Bearpark
- Belmont
- Brancepeth
- Brandon and Byshottles
- Cassop-cum-Quarrington
- Coxhoe
- Croxdale and Hett
- Framwellgate Moor
- Kelloe
- Pittington
- Shadforth
- Sherburn Village
- Shincliffe
- West Rainton
- Witton Gilbert